# Славяни
 Тази статия е за средновековните племена.  За съвременните народи вижте Славянски народи.  За селото в Северна България вижте Славяни (село).
Славяните представляват племенна група, обитавала Централна и Източна Европа от средата или края на бронзовата епоха (ок. 2000 – 1000 г. пр.н.е.) до края на ранното средновековие (VII–X век). Племената в групата говорят общ праславянски език. Към III–IV век от този праславянски масив започват постепенно да се отделят и обособяват отделни групи и диалекти, от които след 10 век започват да се формират съвременните славянски езици.

## Етноним
Славянското самоназвание е реконструирано в праславянския език като *словѣнинъ, мн.ч. *словѣне. В най-старите документи на старобългарски език от IX век е регистрирано самоназванието словѣне. Най-ранното споменаване на славяните е в творбите на Прокопий Кесарийски, живял и творил през VI век. В тях славянският етноним е предаден на гръцки като склави (Σκλάβοι), склавени (Σκλαβηνοί), склауени (Σκλαυηνοί), стлавени (Σθλαβηνοί) или склавини (Σκλαβῖνοι). Неговият съвременник Йорданес, който пише на латински, нарича славяните Sclaveni и твърди, че най-старото им название било венеди. Венедите са споменати през I век от Плиний Стари и Корнелий Тацит, а през II век – от Клавдий Птолемей.

## Език
Праславянският език не е засвидетелстван писмено. Той е хипотетичен език. За целите на научните изследвания той е реконструиран чрез сравнително-исторически метод, на базата на най-старите старобългарски паметници, чийто материал се сравнява с най-близките индоевропейски езици – балтийски и германски. Праславянският език произлиза от хипотетичния индоевропейски праезик, от който водят началото си и останалите индоевропейски езици. Славянският език е консервативен и остава архаичен, много близък до общия индоевропейски и до индо-иранските езици. За иранско влияние върху славянските езици се смятат например думите „бог“ и „рай“.

## Описание
Физическият облик на славяните е трудноустановим по археологически път, тъй като те са горели своите мъртви. Прокопий Кесарийски обаче оставя описание на външния им вид:
„Всички те са снажни и извънредно силни. Телата им не са премного бели, нито косите им са светлоруси, но никак не клонят и към тъмния цвят, а всички са възчервени.“'
Според същия автор славяните носели широки гащи. Сведения за техния характер дава Псевдомаврикий:
„Те са свободолюбиви и по никакъв начин не се оставят да бъдат поробени или управлявани, особено в собствената си страна.“
„издръжливи, понасят леко жега, студ, дъжд, телесна голота и недостиг на храна“

## Произход и разселение
Произходът на славяните е един от най-спорните въпроси в съвременната историческа наука. Не е съвсем ясно къде е била тяхната прародина и към кои големи древни етнокултурни групи от древността са принадлежали. С помощта на различни методи се правят опити да се даде отговор на този важен и труден въпрос. Един от тези методи е езикознанието, с чиято помощ е установено, че праславянският език е индоевропейски език и съответно произходът на славяните трябва да се търси в Централна и Източна Европа Археологически славяните се свързват с култура Прага-Корчак, която възниква през VI век, а съвременната ѝ Пенковска култура се свързва с антите.

### Прародина
По археологически и лингвистични данни е установено, че славяните са населявали обширни области, заключени между Карпатите, Балтийско море и реките Одра, Днестър и Днепър. Първоначално славяните обитават районите между горното течение на река Висла, Северните Карпати и река Днепър. Това е обширна гориста територия в Източноевропейската равнина, осеяна с множество малки реки, езера и блата. В тамошните земи, при съответните климатични условия, се оформя древният славянски материален и социален бит, който запазва спецификите си през следващите две хилядолетия. В този обширен район славяните остават до Великото преселение на народите, което е в края на IV век. През първата половина на V век Йорданес описва местонахождението на славяните на запад от Балтийското езеро, на север от р. Дунав и на изток от р. Днепър и р. Днестър.

### Разселение
В резултат на Великото преселение на народите през IV век славяните започват да напускат своите първоначални територии. Оформят се три племенни групи славяни – западна, наречена венеди, източна – анти и южна – славини. До края на V век южните славяни заемат териториите северно от река Дунав (приблизително териториите на днешна Унгария, Румъния и част от Украйна). Така славяните влизат в непосредствена близост с римо-византийската култура, която оказва значително влияние върху тяхното развитие.
Началната руска летопис дава следното сведение за разселението на славяните:
„От много време славяните бяха уседнали на река Дунав, където сега са земите Унгарска и Българска. От тези славяни се разотидоха по земята, и са нарекоха с имената на местата, където уседнаха. Така едни уседнаха край реката, наречен Морава и се нарекоха моравяни, а други се нарекоха чехи. И тези също са славяни: бели хървати и сърби, и хорутани. Когато власите нападнаха дунавските славяни и се заселиха между тях, и ги притесняваха, онези славяни дойдоха и уседнаха край Висла и се нарекоха лехи и из тези лехи излязоха поляците, другите лехи – лютичи, други – мазовшани, други – поморяни. Също така, славяните дойдоха и уседнаха край река Днепър и се нарекоха поляни, а други – древляни, защото уседнаха в горите, а други уседнаха между Припят и Двина и се нарича драговичи, други уседнаха на Двина и се нарекоха полочани, заради рекичката, която се влива в Двина, на име Полота, от нея и се назоваха полочани. Тези славяни, които уседнаха до езерото Илмен, се нарекоха със своето име, и направиха град, и го нарекоха Новгород. А други уседнаха на Десна, и по Сема, и по Сула, и се нарекоха северяни. Така се разсели славянският народ, затова и писмеността се нарича „славянска“.“
Причините за славянското нашествие на Балканите са три:
- търсене на нови територии, заради увеличеното население;
- експанзивно земеделие;
- досег с Византия с цел грабежи.

Чуждото владичество вероятно дава начало на първото разделение на славянския етнос. Покорените племена, които обитават източните славянски земи, около реките Днестър и Днепър, не могат свободно да контактуват с независимите си западни роднини. Битът, обичаите, вярванията и наречията им развиват все по-големи разлики и се оформят три групи славяни – източни, западни и южни.
От началото на VI век славяните, които живеят на север от река Дунав, започват системни нападения в земите на Византийската империя. Това принуждава император Анастасий да изгради 70-километрова стена за защита на столицата си Константинопол, започваща от крепостта Деркос на Черно море до Силимврия на Мраморно море. Първоначално славянските набези са породени с цел ограбване на византийските богатства и са съпроводени с разрушения и отвлечени пленници. По времето на император Юстиниан I (527 – 565) славянските атаки стават особено ожесточени и монархът предприема нови укрепителни строителства по границите на държавата и по крепостните стени на застрашените градове. Важни политически ходове на византийците са опитът да се привлекат славяни на служба в ромейската армия, както и да се предизвикат размирици между отделните славянски племена. Тези действия обаче имат само временен успех и през 549 и 550 г. последват нови инвазии. При последната масирана атака три славянски отряда достигат Солун и презимували по земите на империята.
Последното десетилетие на VI век бележи началото на трайното отсядане на славяните във византийските земи, разположени на юг от река Дунав. През 584 г. славяните за първи път обсаждат Солун. Последват още четири неуспешни обсади, които за малко не водят до превземането на втория по големина град във Византия. За сметка на това обаче земите около крепостта биват заселени от многобройно славянско население, което постепенно преминава към по-мирен начин на живот.
Славянската колонизация се разпростира в тема Елада, тема Тракия и споменатата вече Солунска област. Възползвайки се от борбите между аварите и Византия, славяните превземат Сингидиум (Белград), Виминациум (Косталац), Аугуста (Оряхово), Анхиало (Поморие). Според Моневмазийската хроника славяните превземат Тесалия, Елада и Пелопонес и се отправили към планината Тайгет, известна в древността със своите несметни съкровища. Съюзът на седемте славянски племена и племето севери се установило при р. Тимок, р. Дунав, Стара планина и Черно море. Те имали три основни цели: 1) трайно усядане и овладяване на вече заетите области, 2) стремеж към завладяване на гр. Солун, 3) господство над Адриатическото и Беломорското крайбрежие и прилежащите им острови.
През VII в. император Констант II организира поход срещу склавините в областта Македония, тоест към териториите със славянско население.
Славяните, които живеели в равнините или сред вражески племена, се събирали в по-големи общности и строели добре укрепени селища. Славянските укрепени селища на праславянски се наричали *gordъ, откъдето се развива и съвременната дума град. Те обикновено ставали културни и политически средища на околните славянски племена и в тях се намирала резиденцията на местния княз и множество храмове на славянски божества. Такива славянски крепости били средновековните градове Аркона, Кореница, Ретра, Волгаст, Стетин (дн. Шчечин), Ратибор и др.
Историкът Прокопий Кесарийски е отбелязал, че славяните „живеят в демокрация“. Това характерно социално устройство пречело на появата на славянски държави в ранната славянска история. Дори когато се появило класово разслоение и князете съсредоточили повече власт в ръцете си, те постоянно враждували помежду си, защото всеки смятал себе си за равен и независим от другите. С времето обаче нещата се променяли. Славянското общество се развивало, появявали се необходимите катализатори и в VI – VII в. славянските народи се озовали на прага на държавността.

## Бит и култура
За дълго време славяните са зависими от номадските племена скити и сармати, които са велика сила в Античността. Те също са индоевропейци, но принадлежали към иранските народи, което оказва важно влияние върху славянската култура.

### Материална култура
Славянският бит и мислене са изцяло предопределени от средата на първите обиталища на славяните. Отглеждани от славянските племена са редица растителни култури – просо, лен, пшеница и др. В своята прародина славяните практикували подсечно-огнево земеделие, което водело до честа смяна на обиталищата им след изтощаване на почвата. Славяните са предимно земеделци, но също се занимават и със скотовъдство. Отглеждат най-вече едър рогат добитък и свине, а също и коне. Археологията, лингвистиката, ономастиката и религиозните проучвания доказват, че конят е добре познато и равномерно разпространено сред славяните животно.
Разпространени занаяти били ковачеството, грънчарството, дърводелството, тъкачеството и др. Първоначално керамиката е изработвана на ръка, но впоследствие е възприето грънчарското колело и усъвършенствана технологията по приготвянето и изпичането на глината.
Социалната структура на славянското общество не се отличавала от тази на другите варварски народи, появили се на историческата сцена в прехода между Античността и Средновековието. Основната обществена единица е родовата община (задруга), оглавявана от старейшина. Няколко родови общини образуват племе, което се управлява от племенен вожд, наречен княз. Неговата власт е ограничена от общото събрание на племето (вече), в което влизат всички мъже воини. Славянските селища биват строени край реки, езера и блата – труднодостъпни за враговете им места. Славяните живеят в землянки или полуземлянки, изградени от плет и глина, но с течение на времето започват да строят и къщи от камъни. Домовете им имат повече от един изход, за да е възможно бързото отстъпление в случай на неприятелско нападение.

### Духовна култура
Религиозните вярвания на славяните били свързани с техния начин на живот. Те обожествявали природните сили, от които зависело благополучието им. Главен общославянски бог-творец на мълниите бил Перун, съпоставим със Зевс и Юпитер. Почитани били също богът на плодородието Даждбог, богът на стадата и земния свят Велес (Велес), богът на огъня и занаятите Сварог, Стрибог, богинята на красотата Лада и богинята на смъртта Морена.
В пантеона на славяните от българската група са регистрирани три божества – Перун, Сварог и неговия син Дажбог. За бог Велес няма преки свидетелства, но по косвени данни се предполага, че и той е бил почитан от българските славяни. Единственото открито в България славянско езическо светилище е намерено в руините на късноантичната крепост край гр. Монтана. То е едно от най-големите на Балканския полуостров. В религиозните им практики основно място заемало жертвоприношението, чиято основна цел било умилостивяването на бога. Използвали каменни и дървени идоли, пред които произнасяли езически молитви. Този ритуал е свързан със силно разпространения фетишизъм.
Славяните вярвали също и в съществуването на свръхестествени същества, надарени с човешки образ, които могат да влияят върху плодородието и съдбата на хората (вили, самодиви и русалки).

### Погребален ритуал
Основен погребален ритуал при славяните бил трупоизгарянето. Заедно с праха на мъртвите в гробовете славяните поставяли различни предмети, които би трябвало да им служат в отвъдния свят. Характерно за славянските погребения е, че горелите кости се поставят в урна (най-често гърне, изработено на ръка) и в гроба не се поставя жертвена храна. Рядко в славянските погребения се откриват малки, празни съдове, които вероятно са съдържали течности.
Погребенията им се придружавали от особени ритуали. Един от тях бил т.нар. тризна. При погребението на Атила било устроено угощение, наречено страва. Смята се, че думата и ритуалът са славянски.
По-значимите славянски некрополи в България са край с. Попина (Джеджови лозя), с. Гарван (Стареца), гр. Козлодуй. Други вероятни славянски некрополи са открити край с. Юпер, с. Бабово, с. Сребърна, гара Разделна, с. Блъсково.

## Списък на славянски племена
От древните извори са известни имената на голям брой славянски племена:
| - абодрити - берзити - раматини - бетенци - браничевци - брежани - вагрити - вараби - варни - ваюнити - велегезити - велети - велетичи - винули - висляни - волини - вятичи - гаволяни | - гевелди - глиняни - далеминци - доленчани - драговичи - драгувити - древляни - древяни - дулеби - езерци - жирмунти - кривичи - левбузи - леняни - лехи - лужичи - лютичи | - мазовяни - милинги - милчани - моравяни - моричани - мърваци - ободрити - плони - полабяни - полчани - поляни - поморяни - радимичи - рани - ререги - рети - ринхини - руяни | - сагудати - северани - северяни - силезяни - словяни - слюбляни - смолинци - смоляни - спревани - стримонци - суселити - тиверци - тимочани - укряни - уличи - хижани - хървати |

## Други
На славяните е наречена улица „Славянска“ в Центъра на София (Карта).